# Lessinghaus (Hamburg)

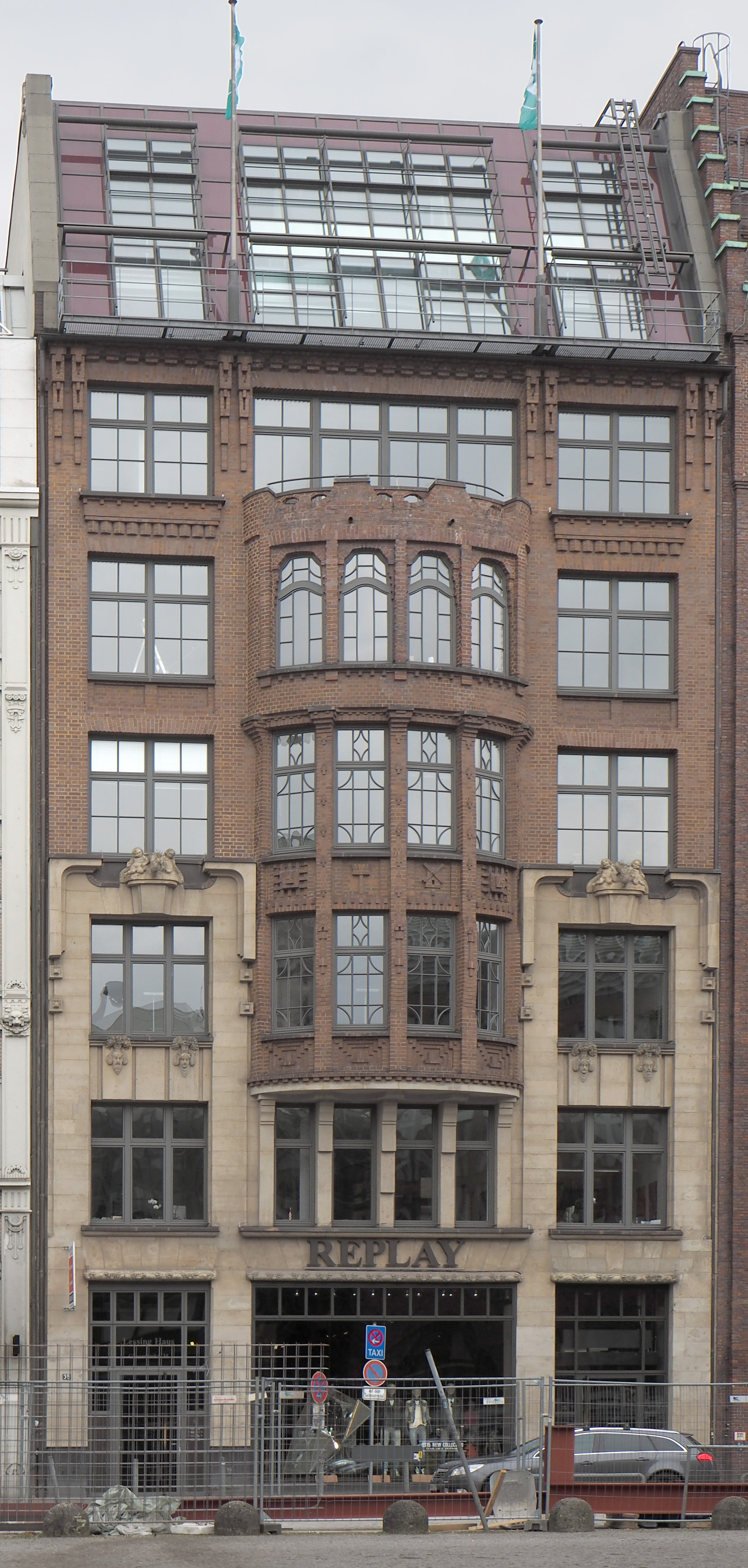
Fassade des Lessinghauses mit modernisiertem Dachgeschoss

Das Lessinghaus ist ein historisches Kontorhaus im Hamburger Stadtteil Hamburg-Neustadt. Es liegt an der Westseite des Gänsemarkts mit der Anschrift Gänsemarkt 35. Das Objekt ist als Kulturdenkmal mit der Objekt-ID 12663 ausgewiesen.

## Baugeschichte und Nutzung
Das Lessinghaus wurde von 1908 bis 1909 für Carl Ebert errichtet. Die Architekten waren Albert Lindhorst für den Kernbau und Emil Schaudt für die Fassade.
Im Erdgeschoss lagen Läden, die oberen Geschosse waren für Mietkontore vorgesehen. Die weitgehend frei einteilbaren Geschossflächen konnten nach den Wünschen der Mieter gestaltet werden. Allerdings setzte der schmale verwinkelte Grundriss dafür enge Grenzen. Die technische Einrichtung entsprach dem damaligen Stand mit Paternosteraufzug, Lift und modernen Sanitäranlagen.
Die Baukosten beliefen sich auf 257.000 Mark, das sind 22,60 Mark pro Kubikmeter umbauten Raum.

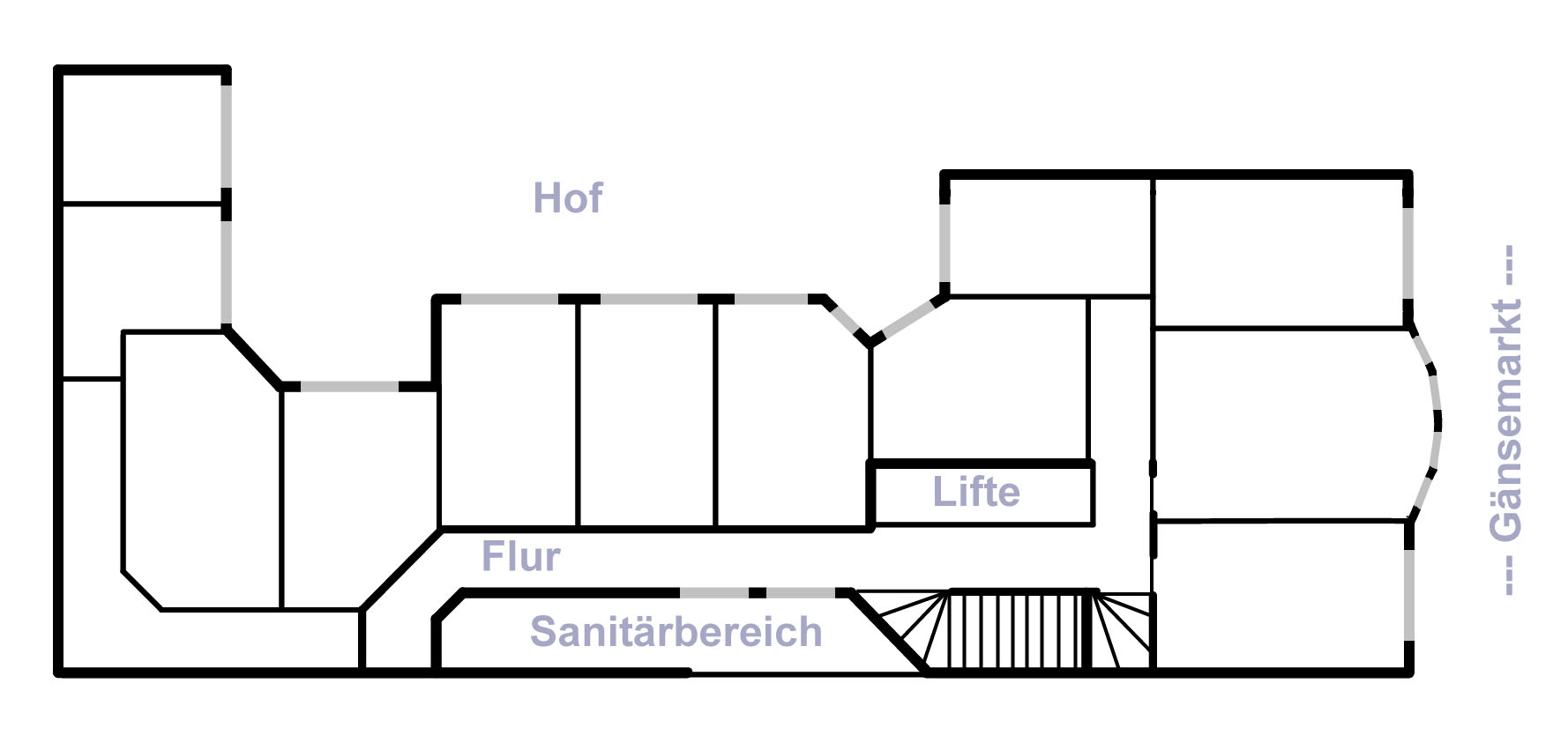
Grundrissskizze des Lessinghauses (Obergeschoss)
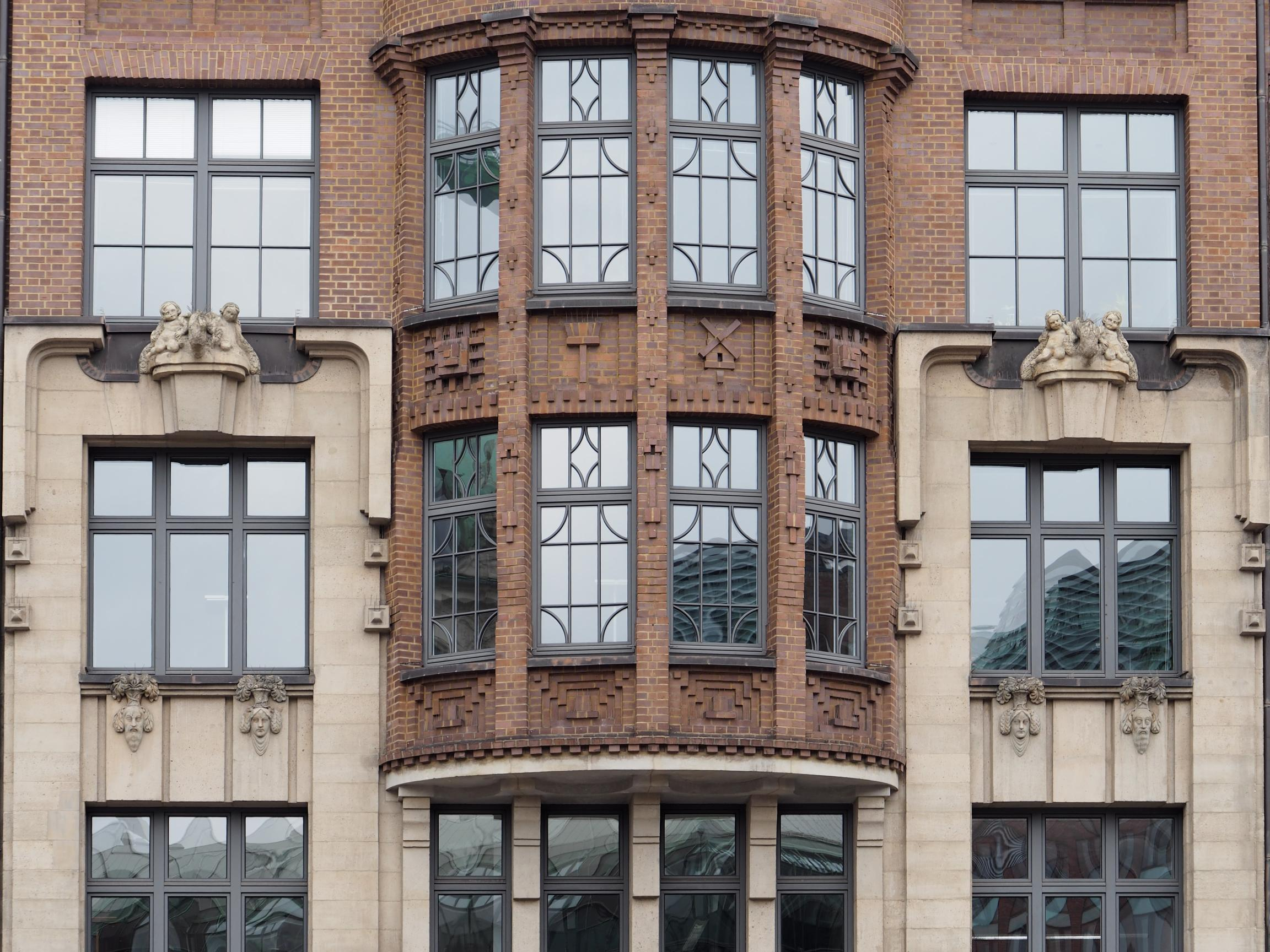
Erker mit Ziermauerwerk und seitliche Fenster mit Figurenschmuck

## Baubeschreibung
Das dreiachsige Gebäude verfügt über ein nicht erhöhtes Erdgeschoss, fünf Obergeschosse und ein Dachgeschoss.
Im Erdgeschoss befindet sich links der Eingang, rechts daneben ein zentrales großes Schaufenster, ganz rechts ein weiteres Fenster in der Breite des Eingangs. Die oberen Geschosse sind mit Backstein verblendet, im unteren Bereich besteht das Verblendmauerwerk aus Muschelkalk. Die Muschelkalkzone reicht in der Mittelachse bis zum ersten, in den Seitenachsen bis zum zweiten Obergeschoss.
Die Mittelachse ist durch einen flachbogigen Erker hervorgehoben, der sich vom zweiten bis zum vierten Obergeschoss erstreckt. Dessen Backsteinmauerwerk wird durch vielfältige Zierformen strukturiert. In jeder Etage sind dort vier schmale Fenster eingesetzt, wohingegen die Seitenachsen breite Fenster aufweisen. Nach oben endet der Erker in einer geschwungenen Brüstung.
Das Dach war ursprünglich mit wellenartigen Verschachtelungen aufwendig gestaltet, heute zeigt es eine schlichte Form mit atelierartiger Verglasung.
Zierelemente sind nur sparsam eingesetzt. Lediglich an den Seitenfenstern im zweiten Obergeschoss findet sich figürliche Bauplastik, Putten über den Agraffen und Köpfe mit floraler Bekrönung an den Brüstungen.